# Brakteat von Geltorf
Der Brakteat von Geltorf, auch als DR IK 255 oder „Geltorf-Brakteat 2“ bezeichnet, ist ein Brakteat aus Geltorf im Kreis Schleswig-Flensburg in Schleswig-Holstein.

Brakteaten im Wappen von Geltorf

## Fund
Der Brakteat IK 255 wurde zusammen mit einem weiteren, nicht ganz so aufwändig gearbeiteten Goldbrakteaten (Geltorf-Brakteat 1; IK 254 Geltorf (I)-A) 1876 bei Feldarbeiten gefunden. Da weder der exakte Fundort noch weitere Objekte bekannt sind, ist die Zuordnung als Hort oder Grabbeigabe nicht zu klären. Der bis auf kleine Dellen und Defekte im Bereich der Öse gut erhaltene Brakteat befindet sich im Archäologischen Landesmuseum Schleswig (Inv.-Nr. 4984).

## Beschreibung
Mit einem Durchmesser von 54,1 mm und einem Gewicht von 14,5 g ist der Brakteat relativ groß.
Das Mittelfeld zeigt einen nach links blickenden Kopf im Profil mit spitz zulaufender Nase, breiter Augenbraue und gemustertem Unterlid, aber ohne Ohr. Vor dem Mund befindet sich eine Swastika. Auf dem Kopf trägt der Mann einen schraffierten Haarschmuck mit einem ebenfalls nach links blickenden Vogelkopf. Unter dem Kopf und hinter dem Nacken der mittigen Darstellung befindet sich die deutlich lesbare Runeninschrift, deren Transkription lalgwu lautet, was aber bisher nicht gedeutet werden konnte.
Das Mittelfeld ist von einem breiten Ring aus mehreren Reihen verschiedener gepunzter Ornamente umgeben. Zirkellöcher in der Mitte des Mittelfeldes halfen offensichtlich bei der korrekten Prägung der konzentrischen Kreise. Über dem Kopf geht ein großes, mit sorgfältig angeordneten Granulationskügelchen verzierten Dreieck in die breite Öse über, die in Randwulsten endet. Auf der Rückseite befindet sich ein Metallflicken, was für eine längere Nutzung spricht.

## Einordnung
Das Verbreitungsgebiet der Goldbrakteaten erstreckt sich von England bis Westrussland und von Norwegen bis in den Donauraum. Die Objekte stammen aus einer gut hundertjährigen Periode, von der Mitte des 5. bis in die zweite Hälfte des 6. Jahrhunderts.
Die Bilderwelt und der Materialwert belegen die Bedeutung der Brakteaten als Repräsentationsobjekte einer Elite, die dieselbe Religion und Weltanschauung teilte. Die Homogenität der Motive belegt die enge Verbindung der Gruppen. An Stücken unterschiedlicher Fundzonen konnte eine lokale Fabrikation nachgewiesen werden.
Der Geltorf-Brakteat 2 gehört zu den sogenannten A-Brakteaten, die einen männlichen Kopf im Profil zeigen. Diese älteste Brakteatenform ist römischen Münzen nachempfunden. Bei Geltorf-Brakteat 1 ist die Nachbildung eines Kaiserporträts mit Diadem, Mantel und Schulterfibeln deutlich zu erkennen, weshalb er als besonders früh datiert wird. Allerdings ist der Mann auf dem Brakteaten anders als römische Kaiser mit Schnurrbart dargestellt.
Ein Brakteat mit ähnlichem oder sogar stempelidentischem Mittelmotiv ist Skonager 2 (IK162,1) aus einem Hortfund in der Nähe von Ribe von 1870.

## Trivia
Geltorf hat die beiden Brakteate in sein Wappen aufgenommen.